# Saint-Sulpice (Lot)
Saint-Sulpice is een gemeente in het Franse departement Lot (regio Occitanie) en telt 109 inwoners (1999). De plaats maakt deel uit van het arrondissement Figeac.

## Geografie
De oppervlakte van Saint-Sulpice bedraagt 12,6 km², de bevolkingsdichtheid is 8,7 inwoners per km².
De onderstaande kaart toont de ligging van Saint-Sulpice (Lot) met de belangrijkste infrastructuur en aangrenzende gemeenten.

## Demografie
Onderstaande figuur toont het verloop van het inwonertal (bron: INSEE-tellingen).

1. ↑  Populations de référence 2022.